# Харута (посёлок)
Харута́ — посёлок в Заполярном районе Ненецкого автономного округа в составе Архангельской области России. Эксклав НАО, окружённый территорией Республики Коми. Образует Хоседа-Хардский сельсовет.

## Этимология
Харута в переводе с ненецкого языка — лиственничная река.

## География
Посёлок Харута расположен на левом берегу реки Адзьвы, в месте впадения в неё реки Харутаю. Вместе с прилегающими землями и аэропортом Харута посёлок образует муниципальное образование «Хоседа-Хардский сельсовет», которое является эксклавом Ненецкого автономного округа Архангельской области и относится к Заполярному району в составе автономного округа. Со всех сторон Хоседа-Хардский сельсовет окружён землями административно-территориальной единицы Республики Коми «город республиканского значения Инта с подчинённой ему территорией», которой соответствует муниципальное образование «городской округ Инта».

## История
Посёлок основал в 1892 году ижемский крестьянин Ф. А. Канев с женой и тремя детьми. C 1897 года самовольный выселок Харута Печорского уезда числился в числе населённых пунктов Архангельской губернии. С 1925 года, когда в документах упоминается 2-й, а позднее — Хоседа-Хардский, тундровый, кочевой Совет[Что произошло с указанного года?].

## Население
| 1999 | 2002 | 2008 | 2010 | 2011 | 2012 | 2013 | 2014 | 2015 |
| ---- | ---- | ---- | ---- | ---- | ---- | ---- | ---- | ---- |
| 795  | ↘774 | ↘741 | ↘538 | ↗553 | ↘502 | ↘473 | ↗487 | ↘468 |
| 2016 | 2017 | 2018 | 2019 | 2020 | 2021 | 2023 |      |      |
| ↘449 | ↘444 | ↘432 | ↘410 | ↗426 | ↗497 | ↗503 |      |      |

## Экономика
В посёлке расположены сельсовет, база оленеводческого сельскохозяйственного производственного кооператива (СПК) «Рассвет Севера», участковая больница, дом культуры, баня, пекарня, радиоузел, средняя школа, сад, спортивный комплекс, телестанция «Москва».

## Улицы
- Колхозная
- Набережная
- Новая
- Первомайская
- Победы
- Полярная
- Советская
- Хуторная

## Радио
- 102,0 Север FM

## Телевидение
- Первый мультиплекс
- Второй мультиплекс

## Транспорт
На противоположном берегу реки Адзьвы расположена грунтовая ВПП аэропорта Харута, способная принимать Ан-2. На левом берегу расположена вертолетная площадка.
Регулярные авиарейсы два раза в неделю из Нарьян-Мара на самолёте Ан-2 или на вертолёте Ми-8. Грузы доставляются по реке Адзьва в период навигации, и автомобильным транспортом в зимний период из Инты.

В 1,2 км к юго-западу от посёлка Харута находится Харутинское местонахождение, где были обнаружены кости трогонтериевого слона и кварцитовые отщепы. Предположительно датируется возрастом 200—120 тыс. лет назад.

## Сотовая связь
Оператор сотовой связи стандарта GSM: МТС работает в посёлке с февраля 2013 года.